# Gjyste Vulaj
Gjyste Vulaj (* 9. Juli 1977, als Gjyste Dedvukaj, in Vuksanlekići, SFR Jugoslawien, heute Montenegro) ist eine albanische Sängerin. Ihr musikalischer Stil ordnet sich der Folklore und dem Turbo-Folk zu.

## Leben

### Karriere
Bereits in jungen Jahren nahm Gjyste an einigen Talentwettbewerben teil. Zusammen mit ihrem Produzenten und zugleich Ehemann brachte sie 2000 ihr erstes Album heraus. "Dasma E Madhe", "Ik ore plak" und "Veq per ty", zählten damals zu den erfolgreichsten und bekanntesten Titeln. Anschließend veröffentlichte sie 2001 ihr zweites Album und eine Videokassette, in den Folgejahren stieg der Bekanntheitsgrad der Sängerin. Ihr gelang es mit Hits wie "Jam E embel si Sheqer" oder "Vdeksha per ty" sich einen festen Namen in der albanischen Musikszene zu machen. Vulaj trat auch oft in TV-Ereignissen wie in der jährlichen Silvester Show Gëzuar auf. Mit 15 veröffentlichten Alben gehört sie bis heute zu den erfolgreichsten Sängerinnen im albanischen Raum.

### Privat
Gjyste schreibt ihre Lieder selber und wirkt oftmals auch bei ihren Videoclips als Grafikdesignerin mit. Sie ist mit ihrem Produzenten Sokol Vulaj verheiratet, gemeinsam haben sie eine Tochter namens Rozana und einen Sohn namens Besart. Die Familie lebt in Podgorica.

## Diskografie
Alben
- 2000: 1.2.3.4
- 2001: O ju motra
- 2002: Jam e embel si Sheqer
- 2002: 100%
- 2003: Me Miqte
- 2004: Me Hitet
- 2004: S' jam per ty
- 2004: Me Lejo te te puth nje here
- 2005: Me te Mirat
- 2006: Me ke broxh
- 2007: Vdeksha per ty
- 2009: Shah Mat
- 2010: Je 1-Sh
- 2011: A Behesh Marak
- 2012: Zoti S' rrehet

Singles (Auswahl)
- 2011: Shpirtin Tek Ti E Kam
- 2012: Veq ni her
- 2014: Valle Pogonishte
- 2014: Aromë Portukalli
- 2015: Kembegjata
- 2015: Maximum